# Ситник Олександр Васильович
Олекса́ндр Васи́льович Си́тник (* 24 січня 1920, Батурин — 2 листопада 1992, Київ, Україна) — радянський український скульптор. Член Спілки художників УРСР.

## Життєпис

«Скорботна мати Україна», військовий меморіал (1991 рік; на території парку «Кочубеївський», Батурин. Скульптор О. Ситник)

Народився в Батурині в сім'ї кравців. У 1937 році вступив в Одеське художнє училище, і після закінчення 3-го курсу, в 1940 році вступив до Інституту ім. І. Репіна Академії мистецтв СРСР в Ленінграді.
З початком Німецько-радянської війни, вступає до лав 1-ї Василеостровської добровольчої армії народного ополчення. Але у вересні 1941 р. потрапляє у полон.
Після війни відновлюється в інституті і успішно закінчує його у 1950 році (спочатку майстерня О. Т. Матвєєва, після війни — В. О. Синайського).
У 1950—1971 рр. — викладач скульптури, малюнку і композиції у Дніпропетровському художньому училищі.
Влітку 1971 року переїхав до Києва. З 1971 р. — викладач та начальник навчальної частини Київського художньо-промислового технікуму. Працював і в Художньому фонді України.
Помер у Києві 2 листопада 1992 року. Похований у Києві на Байковому кладовищі.

## Творчість
Серед багатьох робіт скульптора (станкова і монументальна скульптура), зокрема:

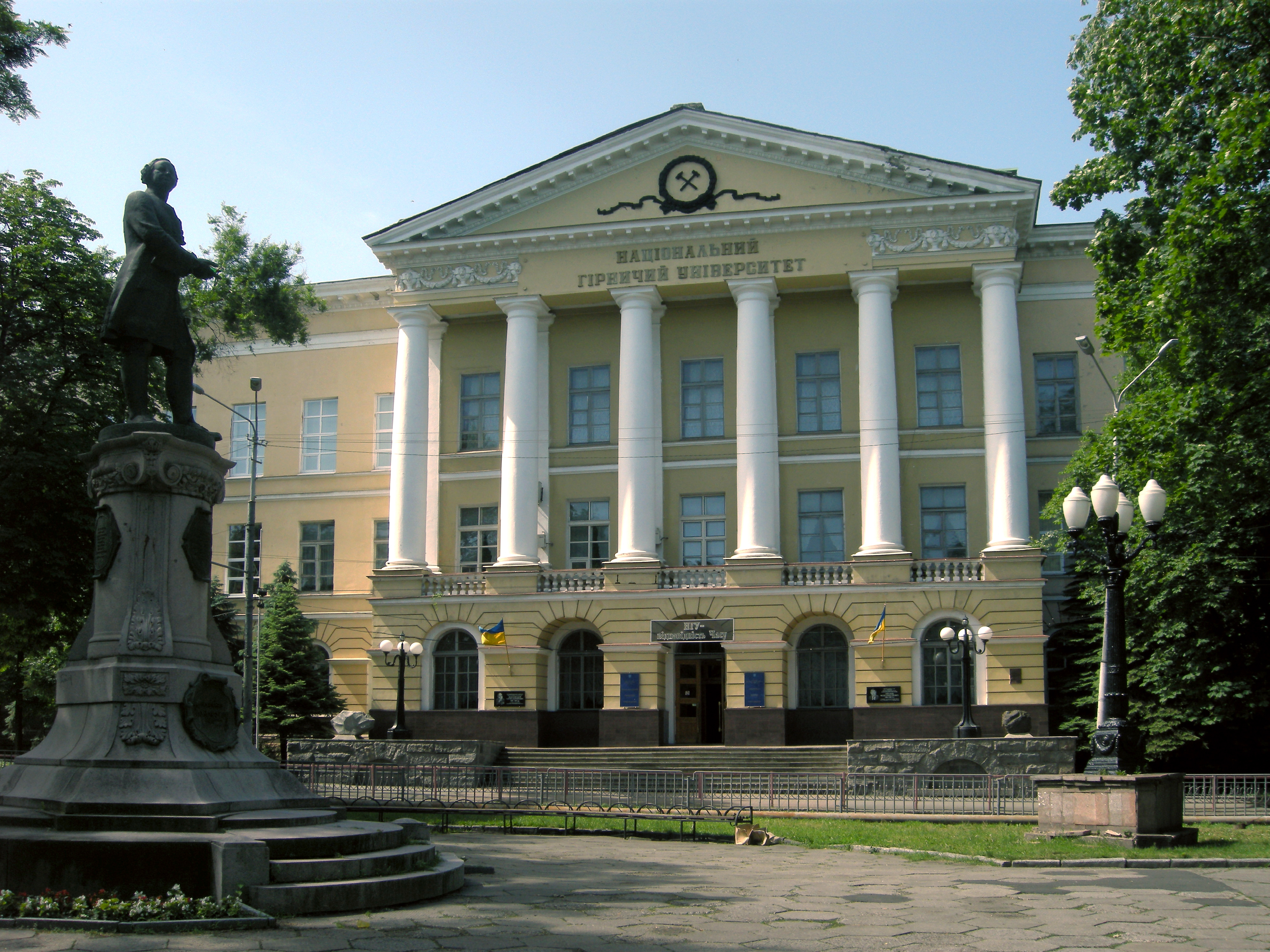
Національний гірничий університет України (Дніпро). Пам'ятник Михайлу Ломоносову на бульварі проспекту Дмитра Яворницького (скульптор О. Ситник, архітектори Г. І. Панафутін, В. С. Положій)

- Станкова: «Смольний» (1950); «Захисники Брестської фортеці» (1958);
- Пам'ятники в м. Дніпро (колишній Дніпропетровськ):
  - «Скорботна» — пам'ятник загиблим студентам Дніпропетровського університету у роки ІІ світової війни (1967, з граніту; у співавт. з К. Чеканьовим і В. Щедровою);
  - Пам'ятник Михайлові Ломоносову (Дніпро) (1971, з граніту)[2][3];
  - Пам'ятник генералу Пушкіну Юхиму Григоровичу: являє собою танк Т-34 часів Другої Світової війни[4].
- Погруддя «Нескорена полтавчанка — Ляля Убийвовк» (1981);
- Пам'ятник загиблим воїнам-односельцам (1982, кована мідь);
- Пам'ятники у Батурині:
  - Герою Радянського Союзу Миколі Кадуну (1975);
  - «Скорботна мати Україна», військовий меморіал (1991 рік; на території парку «Кочубеївський» (вулиця Гетьманська, 74)[5].